# Grand incendie de Baltimore

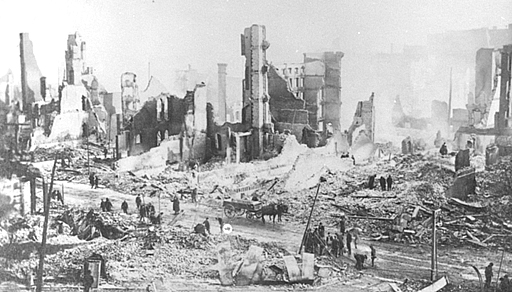
Quelques jours après l'incendie.

Le Grand incendie de Baltimore de 1904 fit rage du dimanche 7 au lundi 8 février 1904. Près de 1 231 pompiers ont été mobilisés pour le maîtriser.

## Déroulement
Le feu fut tout d'abord signalé dans les locaux de la société John Hurst and Company à 10 h 48 et se propagea rapidement. À 13 heures, des unités de Washington arrivaient. Afin de stopper l'incendie, les autorités décidèrent d'utiliser un pare-feu et de dynamiter les bâtiments proches des flammes. Toutes ces différentes techniques se montrèrent inefficaces.
Une des raisons de l'ampleur et de la durée de cet incendie fut l'absence de standardisation de l'équipement des sapeurs-pompiers. Bien que des fourgons d'incendie des villes avoisinantes (telles Philadelphie et Washington) ainsi que des unités de pompiers de New York, Wilmington et d'Atlantic City se soient déplacées en renfort, beaucoup ne purent agir car leurs lances à incendie ne pouvaient pas se raccorder aux bouches à incendie de Baltimore. En conséquence, le feu brûla pendant près de 30 heures, détruisant 1 526 bâtiments sur près de 70 pâtés de maisons.
Juste après le désastre, les paroles du maire Robert McLane (en) furent reprises dans la presse de Baltimore :

« Supposer que les âmes de nos concitoyens ne sortiront pas grandies de cette épreuve, c'est supposer qu'ils ne sont pas de véritables Américains. Nous nous devons de travailler à ce qu'on ne se souvienne pas du feu de 1904 comme de la marque d'un déclin mais bien d'un progrès »

Il a alors refusé les propositions d'assistance, déclarant : « Étant à la tête de cette municipalité, je ne peux qu'être reconnaissant de la sympathie et de l'assistance matérielle qui nous ont été proposées. Mais à toutes ces propositions, je réponds à peu près en ces termes : « Baltimore prendra soin d'elle-même, merci. ». »
Deux ans plus tard, le 10 septembre 1906, le Baltimore-American écrivit que la ville s'était relevée de ses cendres et qu'« un des plus grands désastres des temps modernes s'était transformé en bénédiction. »

## Conséquences
On crut pendant longtemps que le sinistre n'avait fait aucune victime. De nombreux ouvrages traitant de ce sujet le reprennent et la plaque commémorative porte l'inscription suivante :
« Vies perdues : aucune »
Cependant une récente découverte remet ce fait en cause. Un journal d'époque, le Baltimore Sun, rapporte la découverte des restes carbonisés d'un Afro-Américain repêché dans le port quelques jours après l'incendie, près du lieu d'amarrage actuel de l'USS Constellation. La raison pour laquelle cette disparition demeura ignorée pendant près d'un siècle est inconnue.
35 000 personnes perdirent également leur emploi des suites du désastre. Après cet incendie, la ville fut reconstruite avec des matériaux offrant davantage de résistance au feu, tel que le granit.
H. L. Mencken survécut à l'incendie mais les bureaux de son journal, le Baltimore Morning Herald, furent détruits. Il raconte cet épisode et ses conséquences dans le dernier chapitre de Happy Days, le premier volume de son autobiographie. Il écrit qu'il y entra comme un enfant, plein de l'énergie de la jeunesse, et qu'il en sortit presque tel un homme d'âge mûr.
Le Grand incendie est également commémoré dans la chanson folklorique : « Baltimore Fire ».
Fire fire I heard the cry
From every breeze that passes by
All the world was one sad cry of pity
Strong men in anguish prayed
Calling out to the heavens for aid
While the fire in ruins was laid
Fair Baltimore the beautiful city
Cette chanson peut se traduire comme suit :
Au feu, au feu, j'entends les pleurs
De chaque brise qui me passe à côté
Le monde entier n'était plus qu'un sanglot de compassion
Des hommes puissants, en détresse, priaient
Demandant l'aide du ciel
Pendant que le feu s'étendait dans les ruines
Brave Baltimore, belle cité